# Ars conjectandi

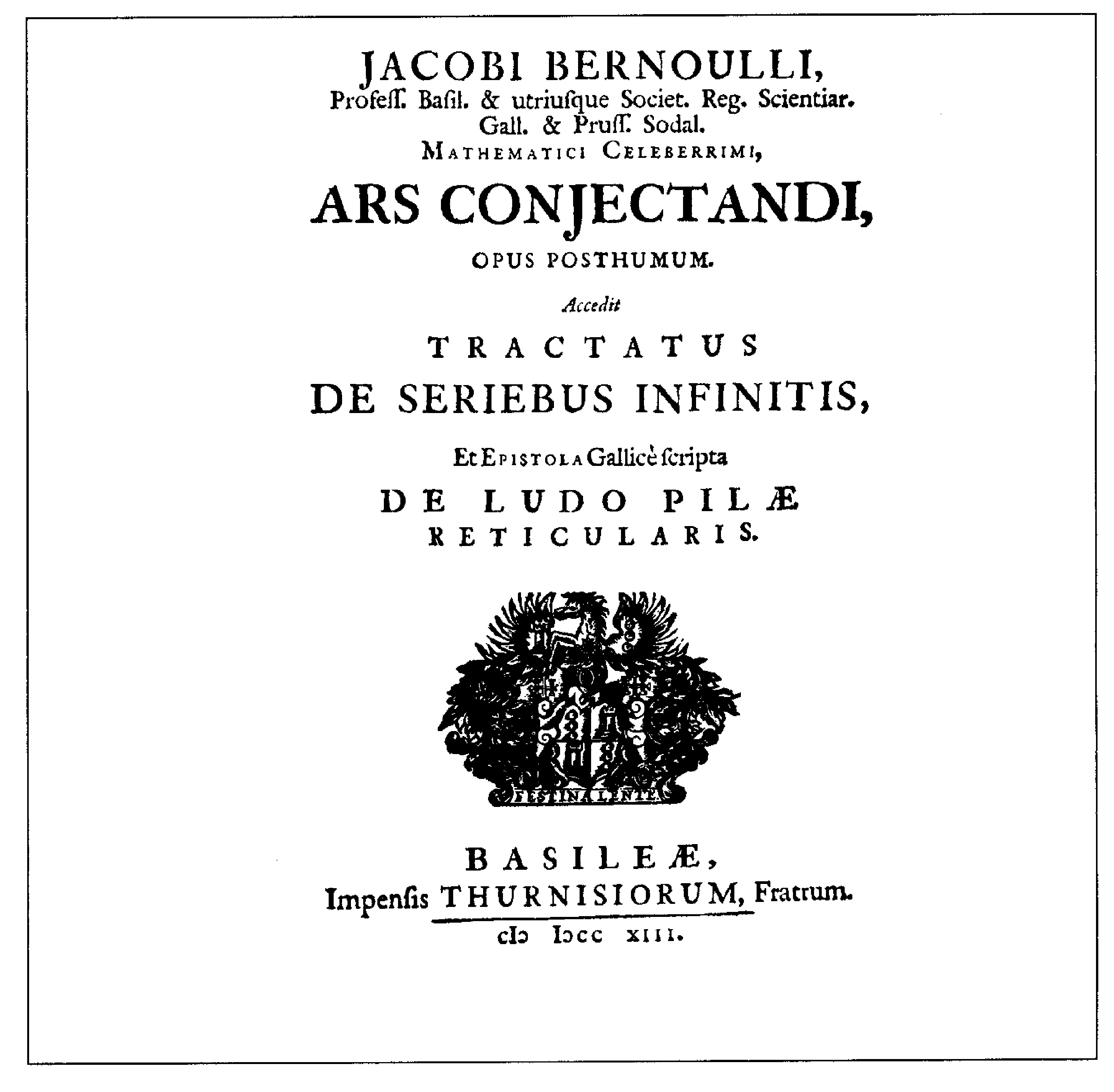
De omslagpagina van Ars Conjectandi

Ars Conjectandi (Latijn voor De kunst van het gissen) is een wiskundig artikel dat geschreven is door Jakob Bernoulli en dat acht jaar na diens dood door zijn neef, Niklaus Bernoulli in 1713 werd uitgegeven. Het werk is zowel een consolidatie van de bestaande kansrekening van zijn tijd als een toevoeging aan dit onderwerp. Het werk wordt door wiskundige geschiedkundigen als een ijkpunt gezien. Het werk beïnvloedde zowel contemporaine (begin 18e-eeuwse), zoals Abraham de Moivre, als latere wiskundigen.
Bernoulli schreef de tekst tussen 1684 en 1689. Hij nam er werk in op van wiskundigen zoals Christiaan Huygens, Girolamo Cardano, Pierre de Fermat en Blaise Pascal. Daarnaast ook zijn eigen theorie van permutaties en combinaties, en ook meer zijdelings aan de getaltheorie gerelateerde onderwerpen, zoals de afleiding en de eigenschappen van de bernoulligetallen. Andere belangrijke kernonderwerpen uit de kansrekening, zoals de verwachtingswaarde zijn ook in de Ars Conjectandi opgenomen.

## Achtergrond

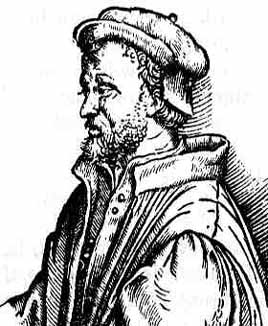
Gerolamo Cardano, een pionier in de kansrekening.

In Europa werd het onderwerp van de waarschijnlijkheid voor het eerst formeel ontwikkeld in het werk de 16e-eeuwse Italiaanse wiskundige Girolamo Cardano, wiens interesse in dit deelgebied van de wiskunde op praktische gronden was ontstaan. Hij moest, toen hij nog een student was in zijn levensonderhoud voorzien door te gokken. Cardano formaliseerde wat nu de klassieke definitie van waarschijnlijkheid wordt genoemd: als een gebeurtenis door een aantal {\displaystyle a} mogelijke uitkomsten gerealiseerd wordt, en men daarvan enige {\displaystyle b} selecteert, dan is de kans dat een van deze {\displaystyle b} geselecteerde uitkomsten optreedt, gelijk aan {\displaystyle b/a}.
De werkelijke invloed van Cardano op de geschiedenis van de kansrekening was echter niet zo groot. Zijn in 1525 geschreven boek over het onderwerp met de titel Liber de ludo aleae (Boek over de kansspelen), werd pas in 1663 postuum gepubliceerd.
Het jaar dat historici aanhalen als het begin van de ontwikkeling van de moderne kansrekening, is 1654. In dat jaar begonnen twee van de bekendste wiskundigen van hun tijd, Blaise Pascal en Pierre de Fermat, een correspondentie over dit onderwerp. Dit naar aanleiding van een aantal vragen die een gokker uit Parijs, Antoine Gombaud, eerder dat jaar aan Pascal en andere wiskundigen had gesteld over de praktische toepassingen van deze theorieën. In het bijzonder poneerde hij het puntenprobleem: hij wilde weten hoe in een theoretisch kansspel met twee spelers een prijs tussen de spelers moet worden verdeeld, wanneer het spel gedwongen door externe omstandigheden moet worden gestopt.
De vruchten van de correspondentie tussen Pascal en de Fermat wekten de interesse van andere wiskundigen, waaronder Christiaan Huygens, die in 1657, De ratiociniis in aleae ludo (Over berekeningen in kansspelen) publiceerde. Tijdens deze periode publiceerde Pascal ook zijn resultaten over de naar hem genoemde driehoek van Pascal, een belangrijke combinatorisch concept. Hij verwees naar deze driehoek in zijn werk Traité du triangle arithmétique (Eigenschappen van rekenkundige driehoeken) als de "rekenkundige driehoek". Later publiceerde de Hollandse wiskundige Johan de Witt soortgelijk materiaal in zijn werk uit 1671, Waerdye van Lyf-Renten (Waardering van lijfrenten), waarin de Witt statistische begrippen gebruikte om de levensverwachting voor praktische politieke doeleinden te bepalen. Een demonstratie van het feit dat deze jonge loot van de wiskunde van belang zijnde praktische toepassingen had.
In het kielzog van deze pioniers schreef Bernoulli tussen 1684 en 1689, tijdens een vruchtbare wiskundige periode, de Ars Conjectandi. Toen hij in 1684 aan het werk begon was hij 30 jaar oud. Bernoulli was geïntrigeerd door combinatorische en probabilistische problemen. Bernoulli had noch Pascals werk over de "rekenkundige driehoek", noch de Witts werk over de toepassingen van de kansrekening: gelezen; hij had wel aan een van zijn kennissen, Gottfried Leibniz, om een kopie van het werk van de Witt gevraagd, maar Leibniz slaagde er niet in dit te verstrekken. Wel kreeg Bernoulli van Leibniz de werken van Pascal en Huygens toegestuurd en het is dus grotendeels op deze twee fundamenten dat de Ars Conjectandi is geconstrueerd.
Vanaf het begin wilde Bernoulli door zijn werk aantonen dat de combinatoriek en de kansrekening - in lijn van het werk van De Witt - in alle facetten van de maatschappij tal van toepassingen in de praktijk kennen en daarom koos hij de titel, Ars Conjectandi; dit was een verwijzing naar het concept van de ars inveniendi uit de scholastiek. Dit bood de symbolische verwijzing naar het pragmatisme, die Bernoulli zich wenste. Zijn neef Niklaus publiceerde het manuscript in 1713. Jakob Bernoulli zelf stierf in 1705.

## Inhoud

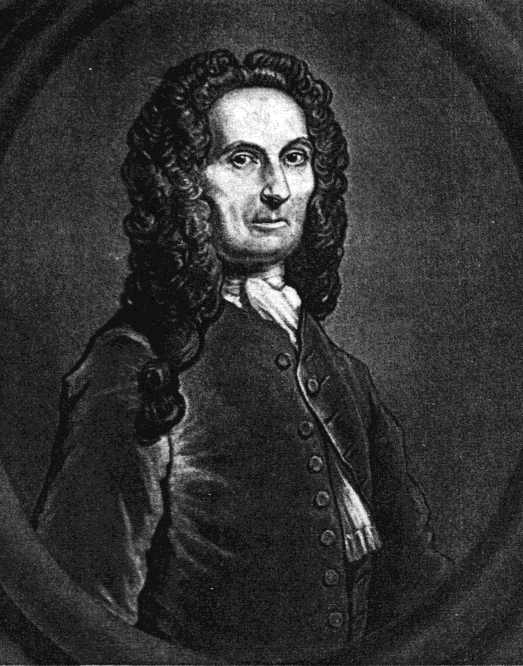
Abraham de Moivres werk bouwde gedeeltelijk voor op het werk van Jakob Bernoulli

Bernoulli's werk, oorspronkelijk gepubliceerd in het Latijn is onderverdeeld in vier delen. Het onderwerp van de 'Ars Conjunctandi' betreft met name zijn theorie van permutaties en combinaties; de standaard fundamenten van de huidige combinatoriek en de deelverzamelingen van de grondslagproblemen, die vandaag de dag bekendstaan als de twaalfvoudige manier. Ook wordt ingegaan op de motivering en de toepassingen van een reeks getallen die nauwer aansluit op de getaltheorie dan op de kansrekening. Deze bernoulligetallen dragen heden ten dage zijn naam en zijn een van de opmerkelijkste prestaties uit het werk.
Het eerste deel bestaat uit een diepgaande uiteenzetting over Huygens' De ratiociniis in aleae ludo. Bernoulli geeft in dit gedeelte oplossingen voor de problemen die Huygens aan het eind van zijn werk stelde. In het bijzonder werkte hij Huygens' concept van de verwachte waarde - het gewogen gemiddelde van alle mogelijke uitkomsten van een gebeurtenis - in detail uit. Huygens had de volgende formule opgesteld:
{\displaystyle E={\frac {p_{0}a_{0}+p_{1}a_{1}+p_{2}a_{2}+\ldots +p_{n}a_{n}}{p_{0}+p_{1}+\ldots +p_{n}}}}
In deze formule is {\displaystyle E} de verwachte waarde, zijn {\displaystyle (p_{i})} de kansen om elke waarde te realiseren en {\displaystyle (a_{i})} de mogelijke waarden. Bernoulli normaliseert de verwachte waarde door te veronderstellen dat {\displaystyle (p_{i})} de kansen op alle disjuncte uitkomsten van de waarde zijn, wat dus impliceert dat {\displaystyle p_{0}+p_{1}+\ldots +p_{n}=1}.
Een andere sleuteltheorie die in eerste deel wordt uitgewerkt, is de waarschijnlijkheid om, gegeven dat de kans op succes bij elke gebeurtenis hetzelfde was, ten minste een bepaald aantal successen te bereiken bij een aantal gegeven binaire gebeurtenissen. Dit wordt vandaag de dag het Bernoulli-experiment genoemd. Bernoulli toonde door gebruik te maken van volledige inductie aan dat, gegeven het aantal gunstige uitkomsten in elke gebeurtenis, {\displaystyle a}, het totaal aantal uitkomsten bij elke gebeurtenis, {\displaystyle b}, het gewenste aantal succesvolle resultaten, {\displaystyle d} en het aantal gebeurtenissen, {\displaystyle e}, de waarschijnlijkheid van ten minste {\displaystyle d} successen gelijk is aan
{\displaystyle P=\sum _{i=0}^{e-d}{\binom {e}{d+i}}\left({\frac {a}{b}}\right)^{d+i}\left({\frac {b-a}{b}}\right)^{e-d-i}}
Het eerste deel van de Ars Conjectandi wordt afgesloten met wat nu bekendstaat als de Bernoulli-verdeling.
Het tweede deel van de Ars Conjectandi gaat dieper in op de combinatoriek, het systematisch tellen van objecten. Het is in dit deel dat twee van de belangrijkste van de twaalfvoudige manieren - de permutaties en combinaties, die aan de basis stonden van het onderwerp - zijn uitgewerkt, dit hoewel zij al eerder waren geïntroduceerd in verband met de toepassing van de kansrekening. Meer in de verte verwant aan de combinatoriek bespreekt het tweede deel ook de algemene formule voor sommen van geheeltallige machten; de vrije coëfficiënten van deze formule worden daarom de bernoulligetallen genoemd. Deze formule beïnvloedde later Abraham de Moivres werk. Er is bewezen dat de ernoulligetallen tal van toepassingen in de getaltheorie kennen.
In het derde deel past Bernoulli de kansrekeningstechnieken uit het eerste deel toe op gewone kansspelen, die met speelkaarten of dobbelstenen worden gespeeld. Hij presenteert kansrekeningsproblemen die hier nauw aan verwant zijn, en maakt, zodra een methode is vastgesteld, generaliseringen. Een probleem met betrekking tot het verwachte aantal "plaatjes" (boer, vrouw en heer) als men een vijfkaart zou kiezen uit een standaard kaartspel van 52 kaarten met 12 plaatjes, zou men kunnen generaliseren naar een spel met {\displaystyle a} kaarten dat {\displaystyle b} plaatjes bevat, en een {\displaystyle c}-kaarthand gekozen wordt.
Het vierde deel zet de trend naar praktische toepassingen voort door kansrekening toe te passen op civilibus, moralibus en oeconomicis, dat wil zeggen persoonlijke, juridische en financiële beslissingen. In deze sectie wijkt Bernoulli af van de denkschool die bekendstaat als het frequentisme. Deze school definieert waarschijnlijkheid in empirische zin. Hiertegen ingaand produceerde hij een resultaat dat wel enigszins lijkt op de wet van de grote getallen, dat hij omschrijft als een voorspelling dat de resultaten van observaties de theoretische kans zouden benaderen naarmate er meer experimenten zouden worden uitgevoerd; in contrast daarmee definieert frequentisme waarschijnlijkheid in empirische termen.
Bernoulli was erg trots op dit resultaat. Hij verwees ernaar als zijn "gouden stelling", en merkte op dat het "een probleem was waar ik mijzelf twintig jaar mee heb beziggehouden". Deze vroege versie van de wet staat tegenwoordig ofwel als de stelling van Bernoulli ofwel als de zwakke wet van de grote getallen bekend, aangezien zij minder strikt en algemeen is dan de moderne versie van de wet van de grote getallen.
Na deze vier primaire verklarende secties voegde Bernoulli een traktaat over differentiaalrekening over oneindige reeksen bijna als een nabeschouwing toe aan de Ars Conjectandi. Het was een herdruk van vijf dissertaties die hij tussen 1686 en 1704 had gepubliceerd.

## Nalatenschap

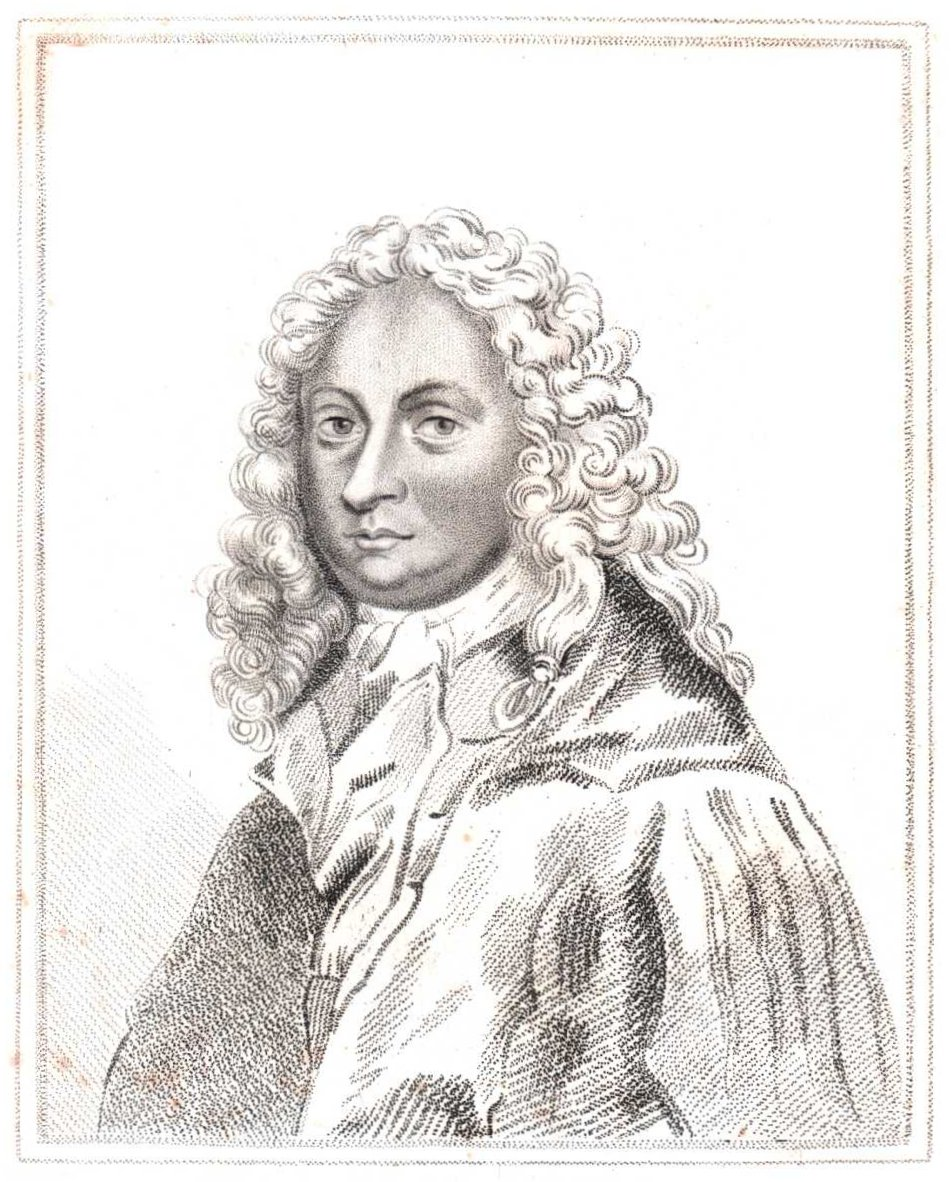
Colin Maclaurin

De Ars Conjectandi wordt beschouwd als een mijlpaal in de combinatoriek en als een fundament van de kansrekening. Onder andere een bloemlezing van de belangrijkste wiskundige geschriften, die door uitgeverij Elsevier werd gepubliceerd en die onder redactie stond van de wiskundig historicus Ivor Grattan-Guinness beschrijft dat het werk de wiskundigen gedurende de gehele 18e en 19e eeuw" heeft beziggehouden - een invloed met een looptijd van bijna twee eeuwen. De statisticus Anthony Edwards prees niet alleen de baanbrekende inhoud van het boek, hij schreef dat het werk "Bernoulli's grondige bekendheid met de vele facetten [van de combinatoriek]" aantoonde, maar ook de vorm: "[Ars Conjectandi] is een zeer goed geschreven boek, uitstekend wat betreft de opbouw". Meer recentelijk betitelde de wiskundig historicus en topoloog, William Dunham, het werk als "de volgende mijlpaal in de kansrekening [na het werk van Cardano]" alsook "Jakob Bernoulli's meesterwerk". Het werk heeft sterk bijgedragen aan de langgevestigde reputatie van Jakob Bernoulli".
Bernoulli's werk beïnvloedde vele contemporaine en latere wiskundigen. Zelfs het nabeschouwingsachtige traktaat over de differentiaal- en integraalrekening is vaak geciteerd; het meest opmerkelijk door de Schotse wiskundige Colin Maclaurin. Abraham de Moivre werd in het bijzonder door het werk van Bernoulli in de kansrekening beïnvloed; hij schreef uitvoerig over dit onderwerp in The Doctrine of Chances. De Moivres opmerkelijkste prestatie in de kansrekening was de centrale limietstelling, waardoor hij in staat was om de binomiale verdeling te benaderen. door gebruik te maken van een asymptotische rij voor de faculteit-functie - die hij met James Stirling had ontwikkeld - en Bernoulli's formule voor de som van machten van getallen.
Een belangrijke indirecte invloed was op Thomas Simpson, die een resultaat bereikte dat veel leek op dat van De Moivre. Volgens het voorwoord van Simpson had zijn eigen werk veel te danken aan dat van De Moivre; deze laatste beschreef Simpsons werk in feite als een verkorte versie van zijn eigen werk. Ten slotte schreef Thomas Bayes een verhandeling, waarin hij de theologische implicaties van de resultaten van De Moivre besprak: De Moivres oplossing voor een probleem, namelijk dat van de bepaling van de waarschijnlijkheid van een gebeurtenis door haar relatieve frequentie, werd door Bayes als een bewijs voor het bestaan van God gezien. Inderdaad bestaat er in het licht van dit alles goede reden om Bernoulli's werk te beschouwen als baanbrekend, niet alleen had zijn werk zowel directe- als indirecte invloeden op de wiskundige studie van de combinatoriek, maar het had zelfs invloed op de theologie.

## Voetnoten
1. 1 2 3  Dunham, 1990, p. 191
2. 1 2  Abrams, William, A Brief History of Probability. Second Moment. Gearchiveerd op 24 juli 2017.
3. ↑  Cardano Biography. MacTutor. Gearchiveerd op 25 oktober 2019.
4. ↑  Encyclopædia Britannica Online (2008). Gearchiveerd op 14 januari 2012.
5. ↑  Brakel, 1976, p. 123
6. 1 2  Shafer, 2006, p. 3-4
7. ↑  Elart von Collani, Jacob Bernoulli Ontcijferd (2006). Gearchiveerd op 13 augustus 2020.
8. ↑  Bernoulli, 2005, p. i
9. ↑  Weisstein, Eric, Bernoulli, Jakob. Wolfram. Gearchiveerd op 24 december 2021.
10. 1 2 3 4 5  Schneider, 2006, p. 3
11. ↑  Encyclopædia Britannica Online (2008). Gearchiveerd op 5 mei 2015.
12. ↑  Bernoulli (2007). "The Columbia Electronic Encyclopedia". (6th).
13. ↑  Dunham, 1994, p. 11
14. ↑  Schneider, 2006, p. 7–8
15. ↑  Schneider, 2006, p. 1
16. ↑  Maseres, Bernoulli, Wallis, 1798, p. 115
17. ↑  Hald, 2003, p. 254.
18. ↑  Schafer, 2006, p. 18
19. ↑  Bernoulli, 2005, p. v
20. ↑  Dunham, 1994, p. 17-18
21. ↑  Polasek, Wolfgang (August 2000). The Bernoullis and the Origin of Probability Theory 26 (42) (Indian Academy of Sciences).
22. ↑  Eric W. Weisstein in MathWorld, Weak Law of Large Numbers. Gearchiveerd op 4 september 2021.
23. ↑  Schneider, 2006, p. 2
24. ↑  Bernoulli, 2005. Voorwoord door Sylla, vii.
25. ↑  Hald, 2005, p. 253
26. ↑  Maĭstrov, 1974, p. 66
27. ↑  Elsevier, 2005, p. 103
28. ↑  Edwards, 1987, p. 154
29. ↑  Dunham, 1990, p. 192
30. ↑  De Moivre, 1716 , p. i
31. ↑  Schneider, 2006, p. 11.
32. ↑  Schneider, 2006, p. 14